# (200296) 2000 AV218
(200296) 2000 AV218 es un asteroide perteneciente al cinturón de asteroides descubierto el 8 de enero de 2000 por el equipo del Spacewatch desde el Observatorio Nacional de Kitt Peak, Arizona, Estados Unidos.

## Designación y nombre
Designado provisionalmente como 2000 AV218.

## Características orbitales
2000 AV218 está situado a una distancia media del Sol de 2,777 ua, pudiendo alejarse hasta 3,081 ua y acercarse hasta 2,473 ua. Su excentricidad es 0,109 y la inclinación orbital 2,758 grados. Emplea 1690,93 días en completar una órbita alrededor del Sol.

## Características físicas
La magnitud absoluta de 2000 AV218 es 15,9. Tiene 4,454 km de diámetro y su albedo se estima en 0,051. 